# Atlántica (supercontinente)

Mapa simple del antiguo continente Atlántico hace 2000 millones de años, con los contornos de Sudamérica y África.

Atlántica es un continente antiguo que surgió hace aproximadamente 2000 millones de años.
Alrededor de 200 millones de años más tarde, se convirtió en parte del supercontinente Columbia y 300 millones de años más tarde, se separa de Columbia. Hace 1.100 millones de años (o 400 millones de años después de la desintegración de Columbia), se une a Nena y Ur, pasando a formar parte del supercontinente Rodinia. Después de que Rodinia se dividiera y los fragmentos se volvieran a reunir hace 600 millones de años, pasa a formar parte del supercontinente Pannotia. En el Cámbrico, Pannotia se desintegró, dejando Atlántica en el supercontinente Gondwana. Gondwana luego pasa a formar parte del supercontinente Pangea en el Pérmico, y luego se fragmentó en el Jurásico. En la actualidad, restos de Atlántica se encuentran en África y Sudamérica.